# Codex Wangianus

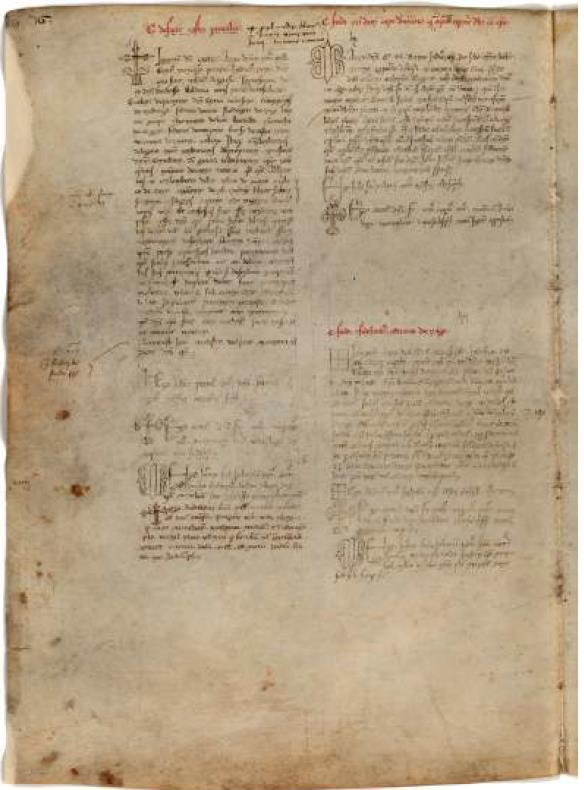
Seite des Codex Wangianus minor

Der Codex Wangianus  ist ein mittelalterliches Urkundenregister des Hochstiftes Trient, das zwischen 1215 und 1390 entstand.

## Codex Minor
Im Jahr 1215 wurde der Codex unter Fürstbischof Friedrich von Wangen als Kopialbuch mit der Bezeichnung Liber Sancti Vigilii mit 225 Urkunden begonnen (Codex Wangianus minor). Die Handschrift wird heute vom Archivio di Stato in Trient aufbewahrt. Darin findet sich eine detaillierte Auflistung der Rechte des Hochstifts Trient sowie dessen Besitztümer und seiner Amtsträger in den einzelnen Orten, Städten und Burgen. Eine montanistische Besonderheit ist die im Codex von 1208 enthaltene Abschrift des Trienter Bergrechts, eine der ältesten Zusammenstellungen bergrechtlicher Regeln der späteren Grafschaft Tirol, sowie weiterer Urkunden, die sich auf die Bergordnungen des mittelalterlichen Bergbaus beziehen.

## Codex Maior
Im Jahr 1344 erfolgte im Auftrag des Trienter Bischofs Nikolaus von Brünn eine Abschrift und Erweiterung des ursprünglichen Codex durch den Notar Konrad Greusser aus Kuttenberg, der das Ausgangsmaterial zeitlich bis 1389/90 und auf 316 Urkunden erweiterte (Codex Wangianus maior). Dieser befindet sich heute im Tiroler Landesmuseum Ferdinandeum in Innsbruck. Er enthält als älteste Abschrift die Trienter Grafschaftsverleihung durch Kaiser Konrad II. von 1027.